# Прилуцкая, Ольга Валерьевна
Ольга Валерьевна Прилуцкая (укр. Ольга Валеріївна Прилуцька, родилась 5 ноября 1992 года в Сумах) — украинская паралимпийская лыжница и биатлонистка, мастер спорта Украины.

## Биография
Родилась со 100 % зрением, однако со временем у Ольги выявили серьёзное заболевание сетчатки глаза. Она вынуждена была учиться по индивидуальной программе, в 13 лет перешла в Киевскую спецшколу-интернат для слепых детей. Начала тренировки в интернате и через год стала членом резерва паралимпийской сборной. Дебютировала на международной арене в декабре 2011 года, на чемпионате мира 2013 года в Шеллефтео в открытой эстафете завоевала серебряную медаль по биатлону. Также является бронзовым призёром финала Кубка мира 2013 года.
На Паралимпиаде 2014 года, прошедшей в Сочи, Прилуцкая выступила со своим лидером Владимиром Могильным на дистанциях 6 и 10 км: в первом случае она не финишировала, во втором заняла 5-е место. В Пхёнчхане на Паралимпиаде 2018 года Прилуцкая выступала с лидером Борисом Бабаром: в гонке на 12,5 км она заняла 4-е место с тремя промахами, а в открытой лыжной эстафете 2,5x4 км при передаче эстафеты совершила фальстарт, из-за чего сборная Украины получила минуту штрафа и оказалась на 5-м месте.